# Nathaniel Shilkret
Nathaniel Shilkret (25 de diciembre de 1889 – 18 de febrero de 1982) fue un músico, compositor y director de orquesta estadounidense.

## Biografía
Shilkret (originalmente llamado Natan Schüldkraut ) nació en Nueva York, de padres que emigraron de Lemberg (ahora Lviv en Ucrania ). Su padre tocaba varios instrumentos y se aseguró de que Nat y sus tres hermanos fueran músicos consumados desde una edad temprana. Su hermano mayor, Lew Shilkret, era un excelente pianista que también trabajaba en la industria de seguros. El hermano menor, Jack Shilkret, tuvo una carrera paralela a la de Nathaniel: tocaba el clarinete y el piano, grababa mucho y dirigía y tocaba el piano en la radio y en películas. El hermano menor, Harry Shilkret, era un médico que se abrió camino en la escuela tocando la trompeta y continuó tocando la trompeta con frecuencia en las orquestas de Nathaniel, particularmente para transmisiones de radio, mucho después de convertirse en alergólogo practicante. El cuñado de Nathaniel Shilkret, Nathaniel Finston, fue violinista en muchas organizaciones en su juventud y fue director musical de Paramount Pictures y más tarde de Metro-Goldwyn-Mayer, siendo en un momento el jefe de Nathaniel Shilkret.
Shilkret fue un niño prodigio y realizó giras por el país con la New York Boys' Orchestra desde los siete hasta los trece años como clarinete solista. Desde finales de su adolescencia hasta mediados de los veinte fue clarinetista en las mejores organizaciones musicales de Nueva York, incluida la Sociedad Filarmónica de Nueva York (bajo la dirección de Vasily Safonov y Gustav Mahler ), la Orquesta Sinfónica de Nueva York, la Ópera Metropolitana. House Orchestra, la Orquesta Sinfónica Rusa, la Orquesta de Victor Herbert, la Orquesta de Arnold Volpe, la Gran Banda de Concierto John Philip Sousa, la Banda de Arthur Pryor, y la Banda de Edwin Franko Goldman . También fue pianista de ensayo de Walter Damrosch, tocando para estrellas que incluían a la bailarina Isadora Duncan .
En junio de 1914, se casó con Anne Finston, hermana de un compañero músico Nathaniel Finston Nathaniel Shilkret y Anna Finston tuvieron un hijo, Arthur Shilkret (1915-1982).
Se unió al Departamento de Asuntos Exteriores de Victor Talking Machine Company (más tarde RCA Victor ) alrededor de 1915, y pronto fue nombrado director del departamento.
En 1926, Shilkret fue nombrado "director de música ligera" de Victor. Dirigió miles de grabaciones, posiblemente más que nadie en la historia de la grabación. Su hijo Arthur estimó que las ventas de estos discos fueron del orden de 50 millones de copias. Formó, escribió arreglos y dirigió la Victor Salon Orchestra. Fue el director elegido para muchas de las innovadoras grabaciones de Victor. Dirigió el primer disco del sello realizado mediante proceso eléctrico en 1925, el primer disco comercial (aunque fallido) de Victor Long Playing en 1931, y fue el primer director en doblar con éxito un acompañamiento orquestal grabado eléctricamente sobre las voces grabadas acústicamente de Enrico Caruso. La primera grabación del poema sinfónico de George Gershwin Un americano en París, en 1929, fue una de las cinco realizadas por Shilkret que más tarde ganaron premios Grammy. Shilkret también dirigió la orquesta de Paul Whiteman en la primera grabación eléctrica de Rhapsody in Blue de Gershwin en 1927 (después de que Whiteman se negara a dirigir tras un desacuerdo con Gershwin).

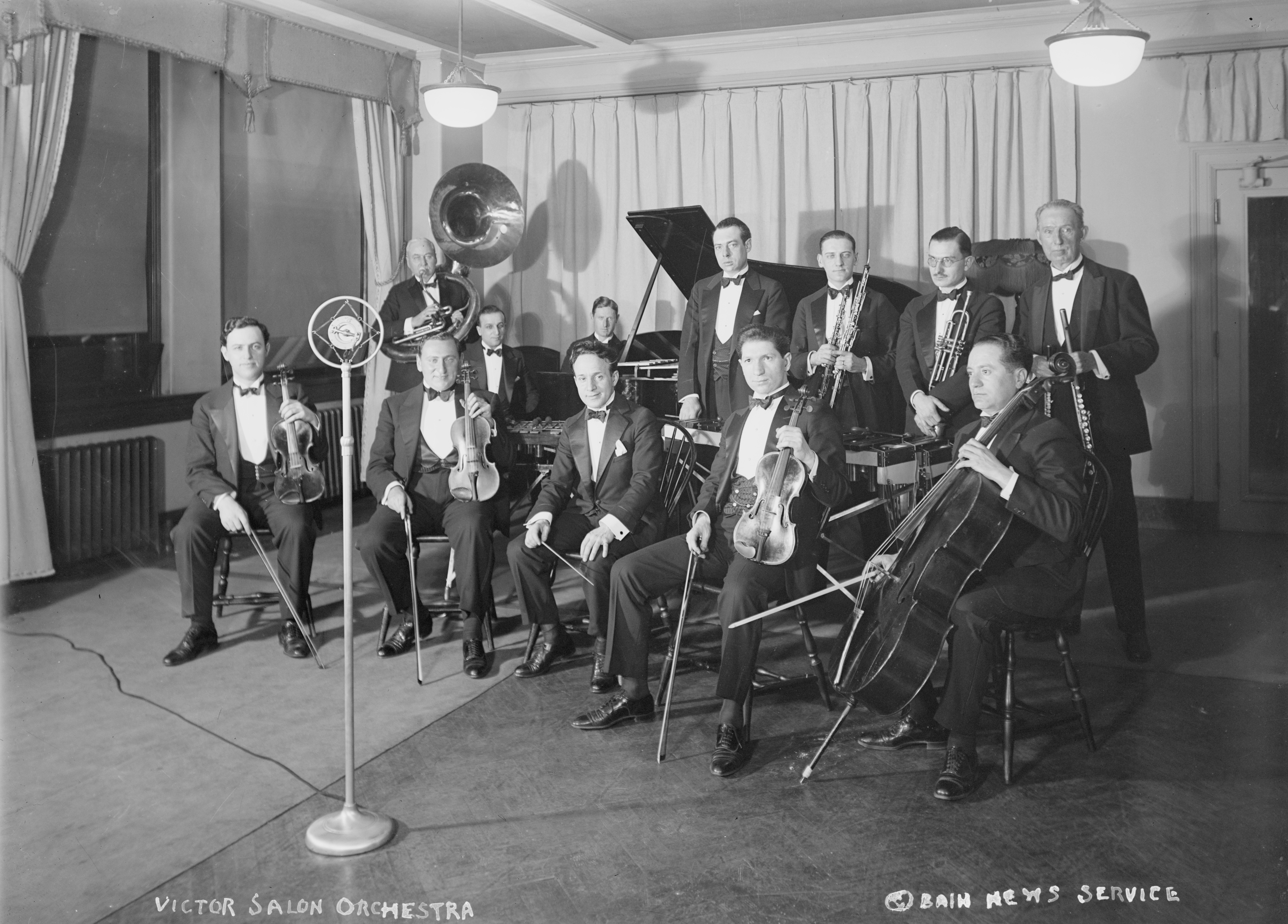
Shilkret (centro sosteniendo la batuta) con la Victor Salon Orchestra, c. 1925

También fue una de las primeras estrellas de la radio, estimando que realizó más de 3000 transmisiones entre 1925 y 1941, incluida la dirección de The Eveready Hour, considerada la primera transmisión comercial importante y el primer programa de variedades importante. Sus patrocinadores incluyeron Camel, Carnation, Chesterfield, Esso, Eveready, General Electric, General Motors, Hires Root Beer, Knickerbocker, Lysol, Maxwell House, Mobil Oil, Palmolive, RCA Victor, Salada tea y Smith Brothers' Cough Drops.
Entre sus direcciones para discos y para radio, prácticamente todas las estrellas musicales del momento actuaron bajo la batuta de Nathaniel Shilkret. Los miembros de su orquesta incluían a Jimmy Dorsey, Tommy Dorsey, Benny Goodman, Lionel Hampton, Glenn Miller, Artie Shaw, Mike Mosiello, Joe Lipman y Del Staigers. George Gershwin, Jascha Heifetz, Mischa Elman y Andrés Segovia también tocaron bajo su dirección. Estrellas de ópera como Rose Bampton, Lucrezia Bori, Feodor Chaliapin, Jon Crain, Richard Crooks, Miguel Fleta, Emilio de Gogorza, Amelita Galli-Curci, Mary Garden, Beniamino Gigli, Helen Jepson, Maria Jeritza , Giovanni Martinelli, Nino Martini, John McCormack, James Melton, Grace Moore, Jan Peerce, Lily Pons, Rosa Ponselle, Elisabeth Rethberg, Gladys Rice, Tito Schipa, Gladys Swarthout, John Charles Thomas y Lawrence Tibbett fueron dirigidos por Nathaniel Shilkret en sus grabaciones de canciones populares y clásicas ligeras. . Igualmente impresionantes son las listas de cantantes populares y artistas extranjeros que actuaron bajo su dirección.
Compuso y arregló miles de piezas. Su composición popular más conocida fue " The Lonesome Road ", cantada por primera vez por el coguionista Gene Austin, y más tarde por Jules Bledsoe (doblando a Stepin Fetchit ) en la escena final de la versión cinematográfica parcialmente sonora de 1929 de <i id="mwkw">Show Boat</i>  y grabado por más de doscientos artistas, entre ellos Louis Armstrong, Bing Crosby, Frank Sinatra y Paul Robeson. Compuso el tema principal "Lady Divine" para la película de Frank Lloyd ganadora del Oscar Trafalgar en 1929. También compuso el tema principal "Some Sweet Day" para la película Children of the Ritz del mismo año. Su composición " Jeannine, I Dream of Lilac Time " vendió casi dos millones de copias de partituras y también fue grabada por más de cien artistas de primer nivel, entre ellos Louis Armstrong, Skitch Henderson, Guy Lombardo, The London Philharmonic Orchestra, John McCormack, Mitch Miller., Hugo Montenegro, The Platters y Lawrence Welk .
Su Concierto para trombón fue estrenado en 1945 por Tommy Dorsey, tocando con la Orquesta Sinfónica de Nueva York, bajo la dirección de Leopold Stokowski . La pieza estuvo inaccesible al público desde mediados de la década de 1950 hasta que el trombonista escocés Bryan Free la rescató del olvido a principios del siglo XXI. Fue reestrenada en el Carnegie Hall por los New York Pops, bajo la dirección de Skitch Henderson, con Jim Pugh como solista. Desde su reposición, el Concierto para trombón se ha interpretado unas ochenta veces (con más presentaciones programadas) en los Estados Unidos, Canadá y varios países europeos.
Shilkret dejó RCA Victor a mediados de 1935, pero continuó grabando ocasionalmente para la empresa. Su última grabación publicada con el sello fue el American Banjo Album (P-218) grabado en octubre de 1946. 
A finales de 1935 se mudó a Los Ángeles donde trabajó como director musical y compositor de bandas sonoras para compañías como RKO Picures, Walter Lantz Productions y Metro- Goldwyn-Mayer. Sus películas incluyeron María de Escocia (1936), Swing Time (1936), El arado y las estrellas y ¿Bailamos? (1937) y varias películas del dúo cómico Laurel y Hardy. Recibió una nominación al Oscar por su trabajo musicalizando la versión cinematográfica del drama teatral de Maxwell Anderson Winterset (1936).
En 1939, dirigió a un grupo de cantantes solistas, entre los que figuraba el tenor Jan Peerce y a la Victor Symphony Orchestra en la grabación de un disco tributo al compositor Victor Herbert, que fue realizada después de una transmisión de radio especial de la NBC.
En 1945, Shilkret ideó y dirigió un proyecto colaborativo  llamado Genesis Suite, una obra para narrador, coro y orquesta basada en los acontecimientos del Libro bíblico del Génesis en la que cada uno de los compositores invitados escribiría un acto. Además del propio Shilkret, otros seis compositores, todos emigrantes europeos en Estados Unidos, la mayoría de los cuales eran judíos, contribuyeron con un movimiento cada uno: Mario Castelnuovo-Tedesco, Darius Milhaud, Arnold Schoenberg, Igor Stravinsky, Alexandre Tansman y Ernst Toch . Shilkret también intentó involucrar a Béla Bartók en el proyecto de colaboración, pero no tuvo éxito.
Trabajó en RKO-Pathe, realizando cortometrajes desde 1946 hasta mediados de la década de 1950. Durante este mismo período grabó al menos 260 transcripciones para la SESAC. Fue director de orquesta del espectáculo de Broadway París '90 en 1952.
En 1951, Shilkret escribió la música para un breve documental titulado The Flying Padre, que fue dirigido por un joven Stanley Kubrick .
Vivió en la casa de su hijo en Franklin Square, Nueva York, desde mediados de la década de 1950 hasta su muerte en 1982.